# Euthystira brachyptera
Euthystira brachyptera är en insektsart som först beskrevs av Ocskay 1826.  Euthystira brachyptera ingår i släktet Euthystira och familjen gräshoppor.

## Underarter
Arten delas in i följande underarter:
- E. b. brachyptera
- E. b. intermedia

## Bildgalleri

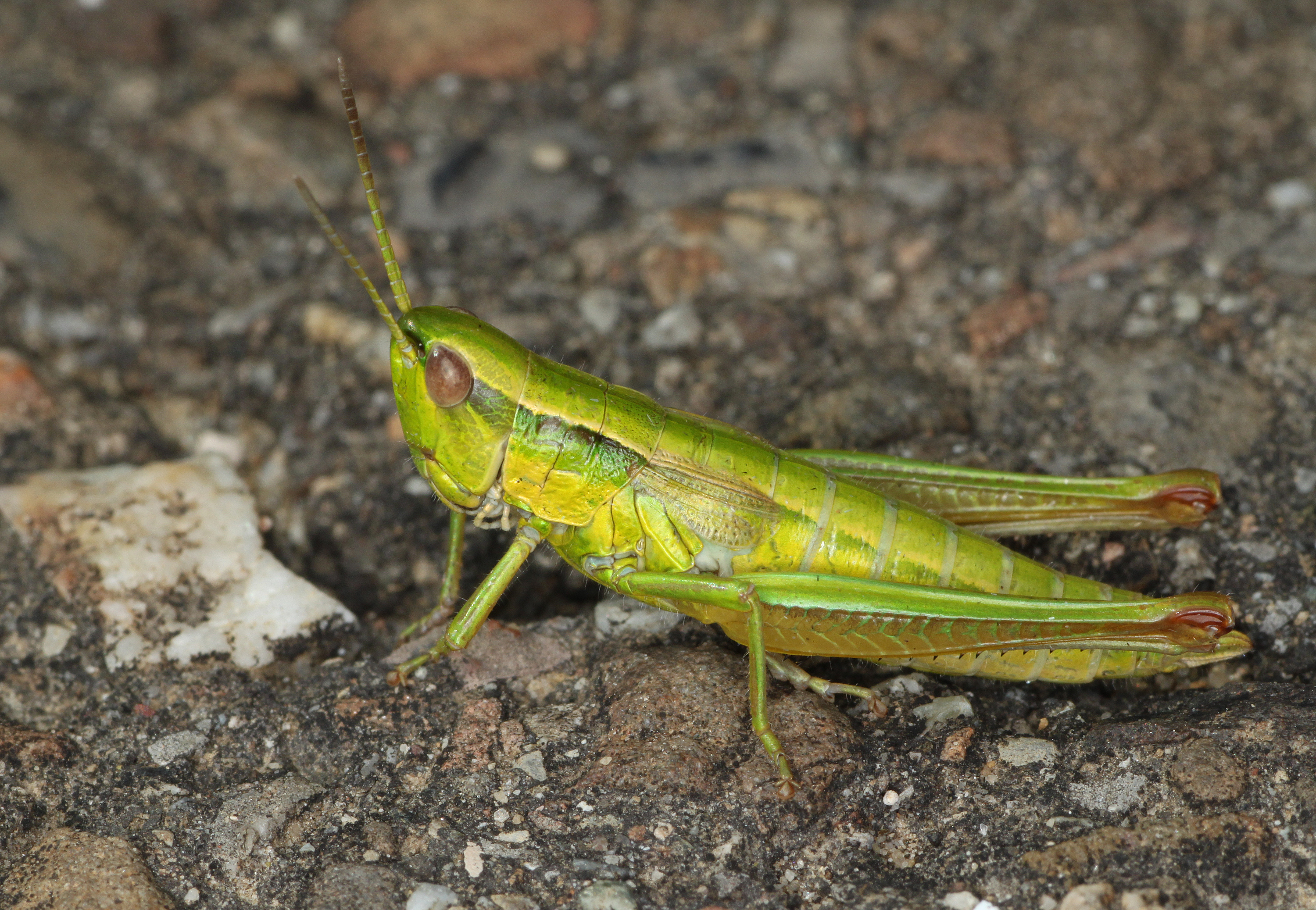
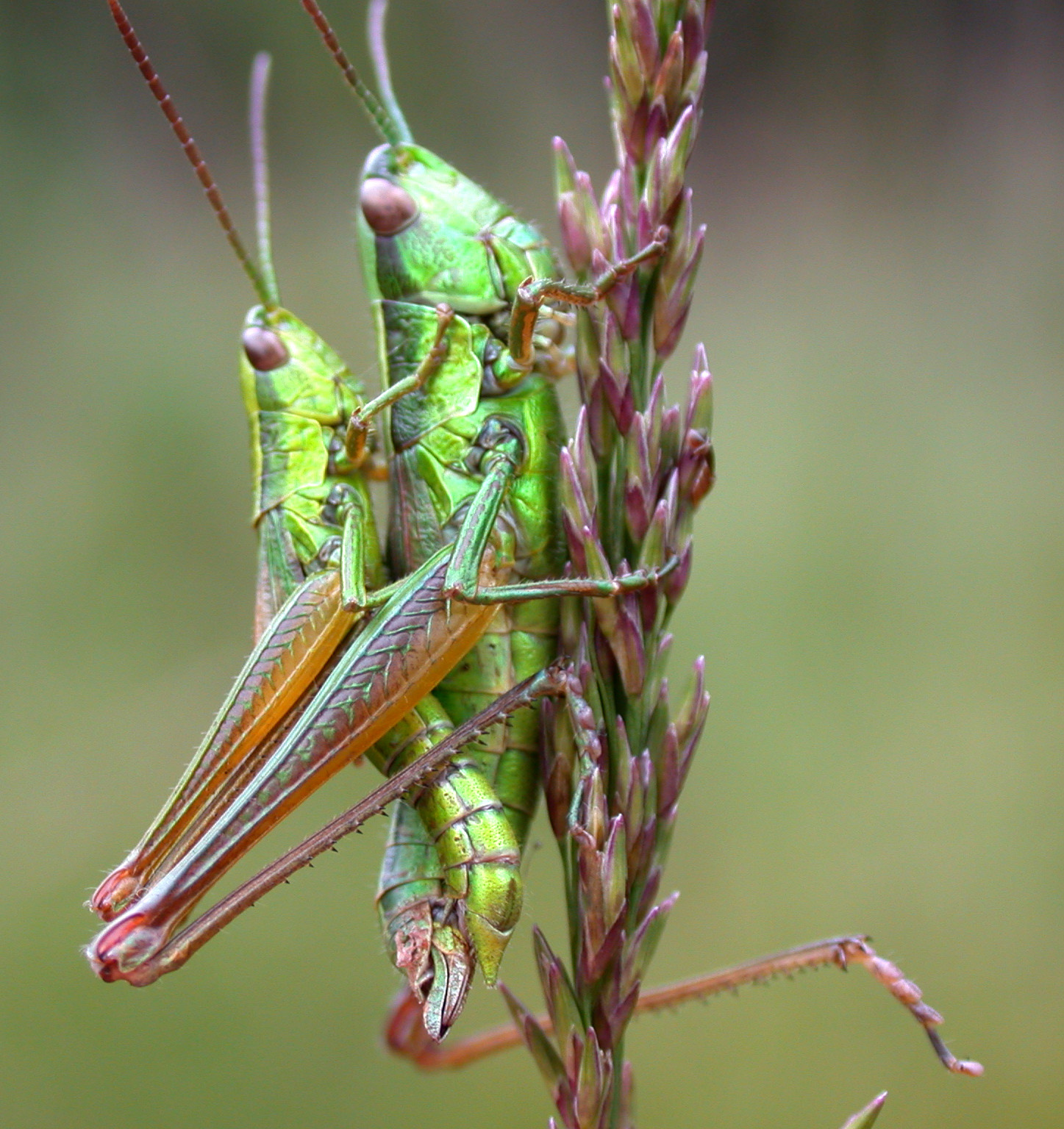
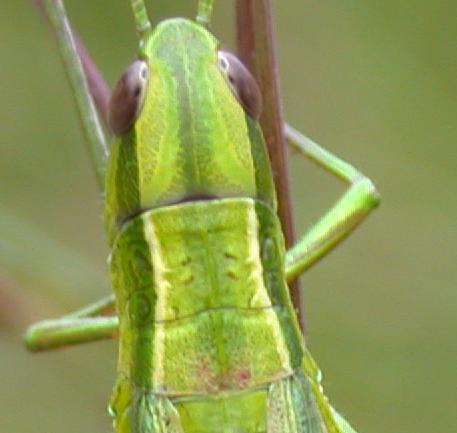
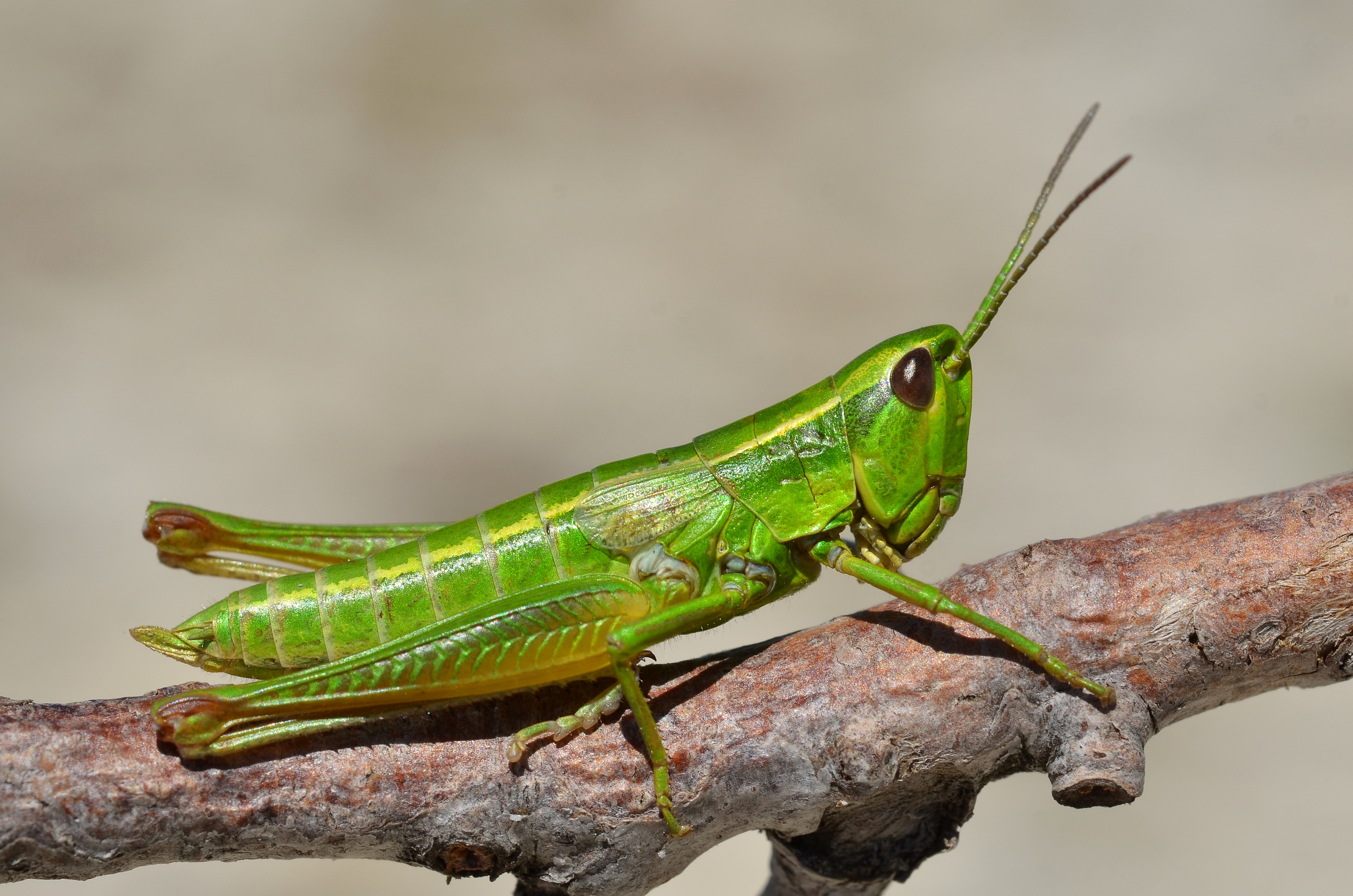
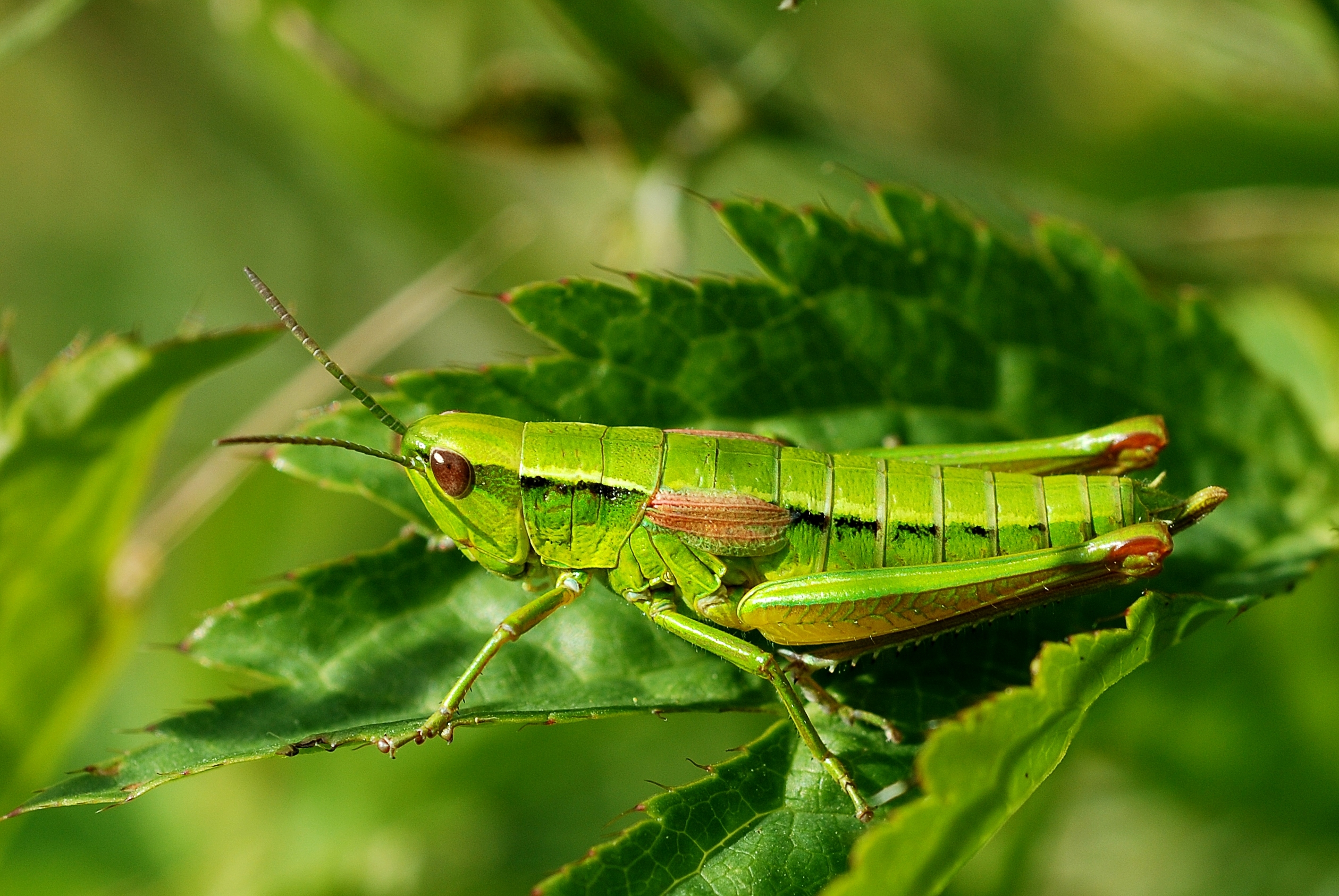
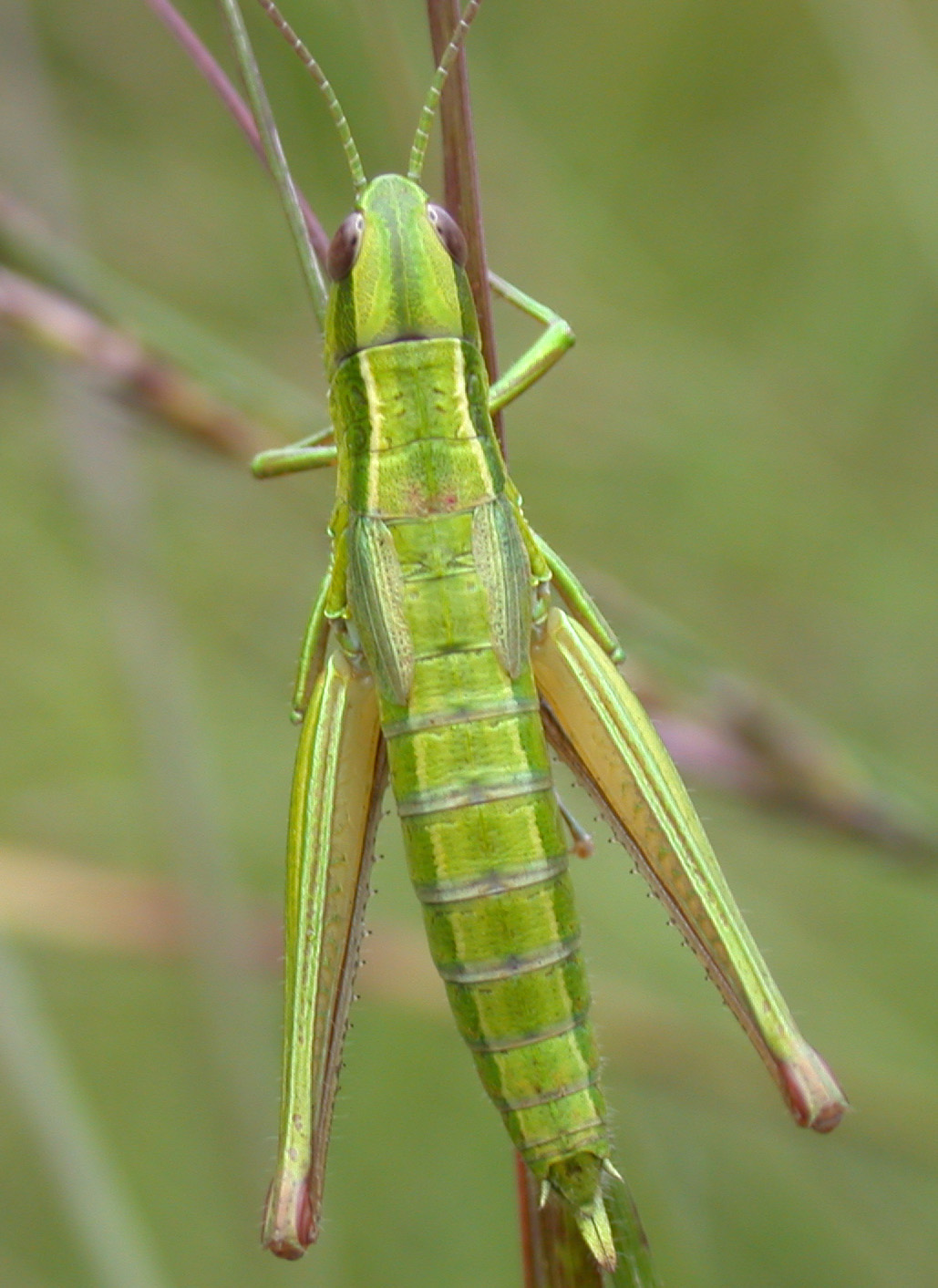